# Mery Mancilla
Mery Mancilla (Colombia, 4 de mayo de 1984 - ) es una voleibolista colombiana. Juega en el CV Universitario de Deportes de la Liga Nacional Superior de Voleibol del Perú. Es la capitana de la Selección Femenina de Colombia Actualmente tiene 40 años.

## Trayectoria
- Jugó en Sportligas, Selección Baget
- En el 2010, fue contratada por Universitario de Deportes para una liga más competitiva, la Liga Nacional Superior de Voleibol del Perú.